# Abbaye de Croxden
L’abbaye de Croxden est une ancienne abbaye cistercienne située dans la paroisse civile d'Uttoxeter (dans le comté du Staffordshire), en Angleterre. Comme la plupart des abbayes britanniques, elle a été fermée par Henry VIII à la fin de la campagne de dissolution des monastères.

## Situation
L'abbaye est située environ six kilomètres au nord-nord-ouest de la ville d'Uttoxeter, sur un petit ruisseau, sous-affluent de la Dove. Elle est donc située au cœur des Midlands, entre Derby à l'est et Stoke-on-Trent à l'ouest.

## Histoire

### Fondation
L'abbaye de Croxden est fondée à l'initiative de Bertram III de Verdun. Celui-ci, régnant à la fois sur des terres britanniques et normandes, fait venir des moines de l'abbaye d'Aunay (Calvados), qui s'établissent en 1178 (ou en 1176) près d'Alton. Mais le site ne convient pas, et les cisterciens déménagent dès 1179 à Croxden.

### L'abbaye au Moyen Âge

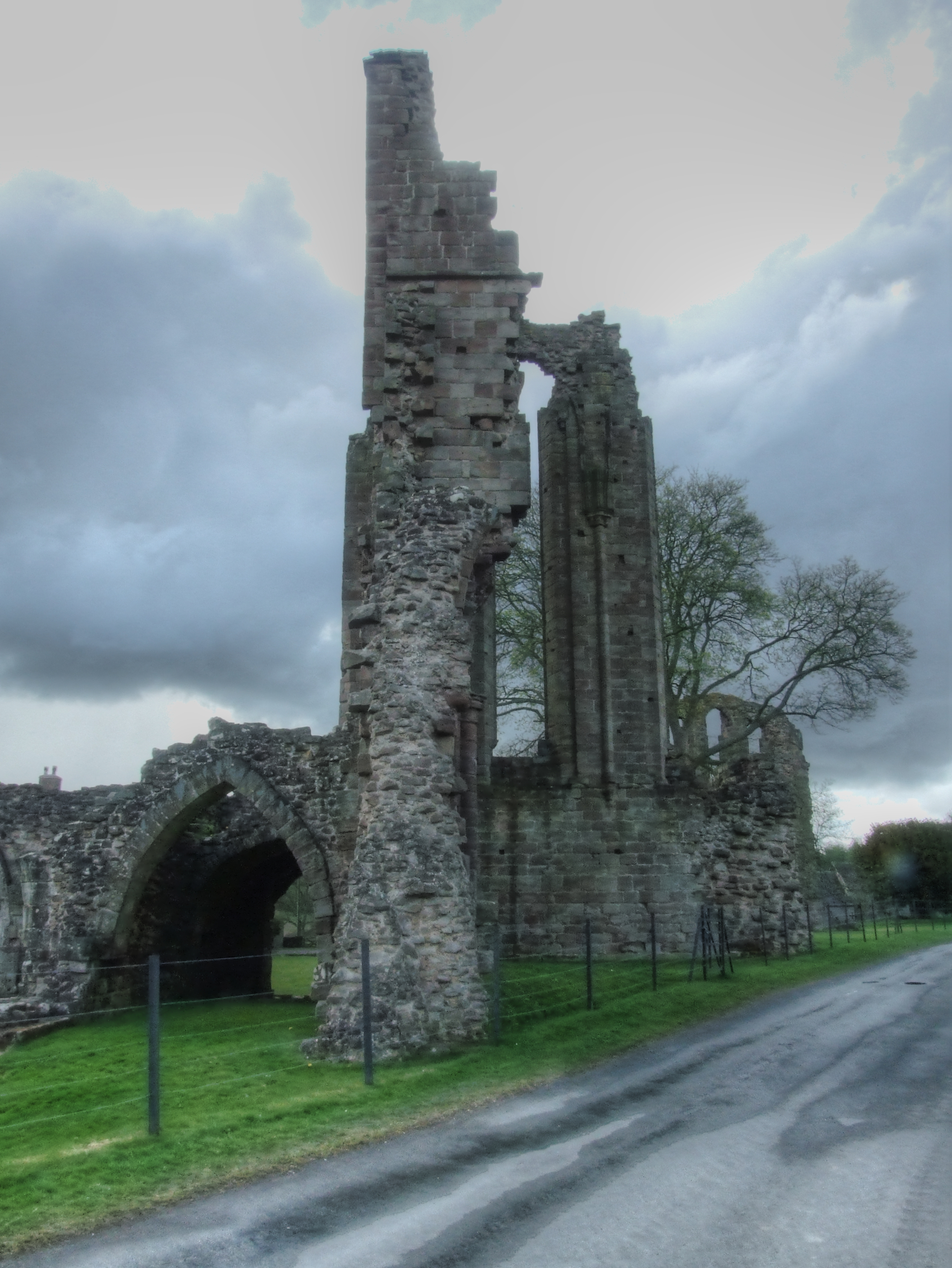
Les ruines du clocher de l'abbatiale, le long de la route qui traverse l'ancienne église.

L'abbaye conserve la protection des Verdun, et acquiert celle des Furnivalles ; les membres de ces deux familles, à commencer par Bertram et sa seconde femme Rose, choisissent de se faire enterre à Croxden. Durant le XIIIe siècle, les possessions de l'abbaye croissent régulièrement, et l'abbaye connaît une période de prospérité qui dure jusqu'au début du XIVe siècle. Celle-ci est due pour beaucoup à l'élevage ovin que pratiquent les moines depuis environ 1230, mais aussi à la vente de charbon de bois.
Cette prospérité est visible également dans la taille de la communauté monastique. Sous les vingt-six années d'abbatiat du cinquième abbé, Walter London, 80 entrées ont lieu dans la communauté monastique, et encore vingt-cinq durant les cinq années de son successeur William de Houton ; les abbés suivants ne connaissent pas un tel afflux : Henry of Measham, en voit quatorze en dix ans, John de Billisdon, également quatorze en neuf ans, Richard of Twyford deux en trois ans, William of Over neuf en onze ans. L'église abbatiale est consacrée en 1253.
À partir de 1316, les difficultés s'accroissent. Tout d'abord, l'abbaye tombe en désaccord avec les familles protectrices des Verdun et des Furnivalles sur des questions d'intendance, ce qui entraîne un conflit qui culmine en 1319 avec la clôture totale de l'abbaye durant quatre mois, et se termine en 1321 par le baptême de la fille de Thomas et Jeanne Furnivalles ; Jeanne accepte d'être enterrée en 1340 dans l'abbaye, mais pas son mari, qui préfère être inhumé dans l'abbaye des Prémontrés de Beauchief (en).
En parallèle, les difficultés économiques se multiplient : les emprunts royaux deviennent de plus en plus fréquents (1310, 1318, 1322, 1337, 1347, etc.) et de plus en plus lourds. De mauvaises récoltes et de lourdes réparations (en particulier celle des bâtiments conventuels et le logis abbatial) grèvent les finances. L'abbé Alexander de Colbeley est déposé par deux visiteurs de l'abbaye-mère d'Aunay en 1368 pour mauvaise gestion, mais le nouvel abbé William Gunston doit faire face à une autre mauvaise récolte en 1368, à une tempête en 1372, et surtout à une recrudescence de la peste. Ainsi endettée et éprouvée, l'abbaye connaît une spectaculaire diminution de sa communauté : en 1377 et 1381, elle ne compte que six moines en plus de l'abbé.
Durant le XVe siècle, si l'abbaye de Croxden ne retrouve jamais sa prospérité d'antan, elle se relève néanmoins quelque peu, aussi bien sur les plans spirituel que matérie, surtout sous les abbatiats de John Walton et de John Shipton. En 1538, le nombre de moines est revenu à treize.

### Liste des abbés connus de Croxden
- Thomas of Woodstock, élu en 1178, mort en 1229 ;
- Walter de Chacumbe, élu en 1230 ;
- William of Ashbourne, élu en 1234, mort en 1237 ;
- John de Tilton, élu probablement en 1237, quitte sa charge en 1242 ;
- Walter London, élu en 1242, mort en 1268 ;
- William de Houton, élu en 1269, mort en 1274[note 1] ;
- Henry of Measham, élu en 1274, quitte sa charge en 1284 ;
- John de Billisdon, élu en 1284, mort en 1293 ;
- Richard of Twyford, élu en 1294, mort en 1297 ;
- William of Over, élu en 1297, déposé en 1308[note 2] ;
- Richard of Ashby, élu en 1309, quitte sa charge en 1313 ;
- Thomas of Casterton, élu en 1313 ;
- Richard of Ashby, réélu en 1320, quitte sa charge en 1329 ;
- Richard of Shepshed, élu en 1329, attesté en 1336 ;
- Alexander de Colbeley, déposé en 1368 ;
- William Gunston, élu en 1368, attesté en 1398 ;
- Philip Ludlow ;
- Roger Prestone, attesté en 1433 ;
- John Dronefeld ;
- William Burton ;
- Ralph Leylonde, attesté en 1439 et en 1450 ;
- John Walton (ou Checkley), attesté en 1467 et en 1507 ;
- Stephen Cadde, attesté en 1509 et en 1514 ;
- John Shipton, succeeded 1519, attesté en 1521 ;
- Richard Snape, attesté en 1529, mort en 1531 ;
- Thomas Chalner (ou Chawner), élu en 1531, déposé par la dissolution de 1538[5].

### Dissolution du monastère
En 1538, comme l'immense majorité des monastères britanniques, à la suite de la rupture entre Henry VIII et l'Église catholique, l'abbaye de Croxden est fermée lors de la campagne de dissolution des monastères. Curieusement, alors qu'elle est particulièrement pauvre et endettée, elle n'est pas une des premières à être fermée.

## L'abbaye

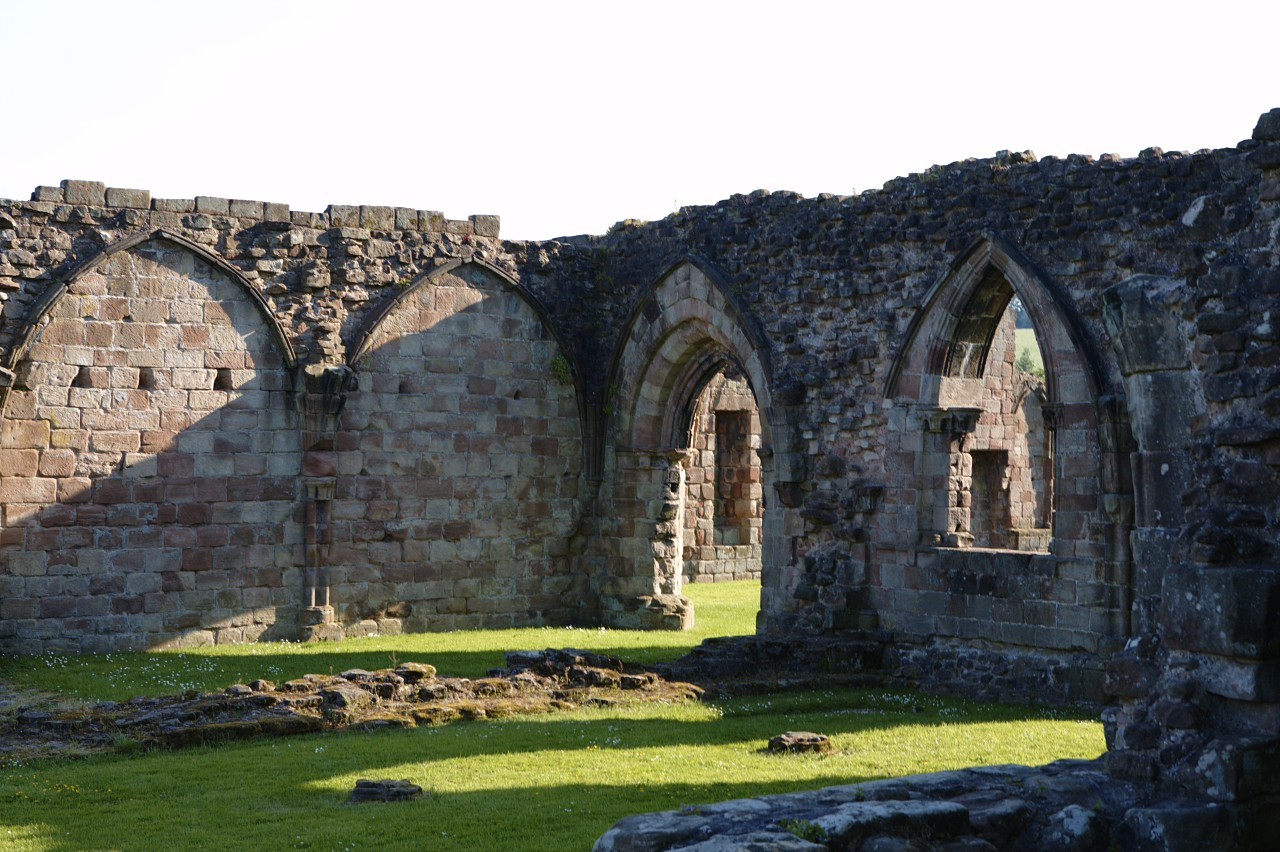
Restes de l'abbaye.

Il ne reste pas grand chose de l'abbaye de Croxden. Néanmoins, c'est la mieux conservée des abbayes du Staffordshire. Certains murs sont encore debout, et pour les autres les fouilles ont pu dégager les infrastructures. Malheureusement, une partie du site est désormais inaccessible car une route traverse en diagonale l'église abbatiale, le cloître et le bâtiment des moines.

### L'église abbatiale
Elle mesurait deux cent quarante pieds (73 mètres) de longueur, avec une nef de huit travées. L'édifice avait la particularité de comporter, à l'inverse du plan cistercien traditionnel, un chevet semi-circulaire doté de cinq absides. Elle est bâtie en grès rouge.